# Appuntamento a Natale
Appuntamento a Natale (Meet Me Next Christmas) è un film del 2024 diretto da Rusty Cundieff.

## Trama
Layla è alla ricerca di una storia d'amore con il ragazzo dei suoi sogni e dovrà correre per tutta New York per cercare di agguantarsi il biglietto più desiderato del momento e cioè quello per il concerto della vigilia di Natale dei Pentatonix. Lì spera di poter ricongiungersi con James, un vecchio amore del passato e l'unico regalo che desidera.

## Distribuzione
Il film è stato distribuito sulla piattaforma Netflix dal 6 novembre 2024.